# Palo Pinto (Teksas)
Palo Pinto je naseljeno mjesto za statističke potrebe u američkoj saveznoj državi Teksas. Prema popisu stanovništva iz 2010. u njemu je živjelo 333 stanovnika.